# لوغان ريتشاردسون
لوغان ريتشاردسون (بالإنجليزية: Logan Richardson)‏ هو ملحن أمريكي، ولد في 29 يوليو 1980 في كانساس سيتي في الولايات المتحدة.

## وصلات خارجية
- الموقع الرسمي
- لوغان ريتشاردسون على موقع ميوزك برينز (الإنجليزية)
- لوغان ريتشاردسون على موقع أول ميوزيك (الإنجليزية)
- لوغان ريتشاردسون على موقع ديسكوغز (الإنجليزية)